# Tête de Linotte (opérette)
 (août 2025).
Si vous disposez d'ouvrages ou d'articles de référence ou si vous connaissez des sites web de qualité traitant du thème abordé ici, merci de compléter l'article en donnant les références utiles à sa vérifiabilité et en les liant à la section « Notes et références ».
Tête de Linotte est une opérette en 2 actes et 20 tableaux, sur une musique de Francis Lopez. Le livret a été écrit par Raymond Vincy et l'œuvre a été créée au Music-hall ABC à Paris le 13 décembre 1957.

## Distribution et interprètes de la création

### Comédie
- Monette : Annie Cordy
- Paulo   : Jean Richard
- Rosita  : Maria Lopez
- Nicolas : Robert Destain
- Miguel  : Pierre Miguel (également Micaël Piéri)
- Loubignon : René Novan
- Jojo La Fleur-Bleue : Rolans Granier

### Danse
- Le  ballet Las Tropicanas
- Chorégraphie de Fernando Rego

### Musique
- Chef d'orchestre : Emile Noblot
- Arrangements musicaux de Paul Bonneau et Jacques-Henry Rys

### Mise en scène
- Léon Ledoux